# Spektroskopia Ramana
Spektroskopia Ramana (inaczej: spektroskopia ramanowska) – technika spektroskopowa polegająca na pomiarze promieniowania rozproszenia Ramana, tj. nieelastycznego rozpraszania fotonów.
Symetria cząsteczki decyduje, które drgania są aktywne w widmie rozproszenia Ramana co wyraża się poprzez reguły wyboru określające prawdopodobieństwo zaobserwowania (intensywność) danego pasma. Zgodnie z regułą wyboru w widmie Ramana pojawią się tylko te drgania, w których zmienia się polaryzowalność w taki sposób, że nie ma ona ekstremum w położeniu równowagi.
Spektroskopia ramanowska wzajemnie uzupełnia się ze spektroskopią w podczerwieni. Istnieje tak zwane spektroskopowe kryterium polarności wiązania.

## Rodzaje pasm obserwowanych w widmie Ramana

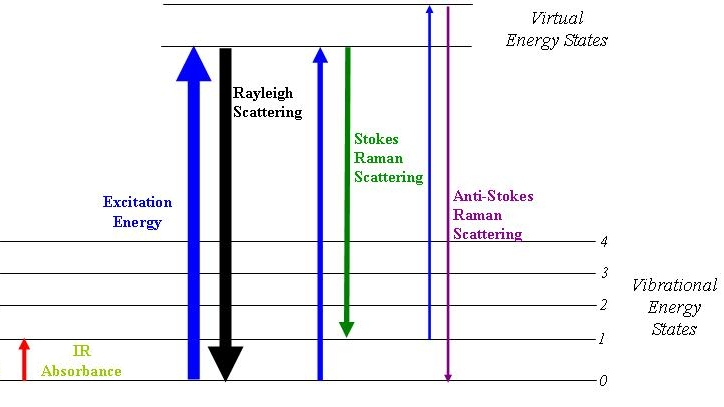
Diagram energii przejść w poszczególnych rodzajach rozpraszania

- Pasma Rayleigha – powstające na skutek oddziaływania fotonów padającego promieniowania o częstości ν0, niepasujących do poziomów energetycznych cząsteczki. Gdy molekuła po oddziaływaniu z promieniowaniem powraca na ten sam poziom energetyczny, to zjawisko to sprowadza się do klasycznego rozproszenia Rayleigha.
- Pasma stokesowskie – gdy cząsteczka po oddziaływaniu z promieniowaniem przenosi się na wyższy poziom oscylacyjny i rozproszony foton ma energię mniejszą o różnicę energii poziomów oscylacyjnych hν. Nazwa Pasmo stokesowskie powstała przez analogię do obowiązującej we fluorescencji reguły Stokesa.
- Pasma antystokesowskie – jeśli przed oddziaływaniem z promieniowaniem molekuła znajdowała się na wzbudzonym poziomie oscylacyjnym, to oddziaływanie przenosi ją na podstawowy (zerowy) poziom oscylacyjny. Energia rozproszonego fotonu jest większa o różnicę energii poziomów oscylacyjnych hν. Pasmo antystokesowskie pojawia się w widmie Ramana po przeciwnej stronie co pasmo stokesowskie w stosunku do pasma Rayleigha. Pasmo to ma zwykle niższą intensywność niż pasma stokesowskie.

## Intensywność rozproszenia ramanowskiego
Warunkiem pojawienia się pasma ramanowskiego jest zmiana polaryzowalności cząsteczki w czasie drgania normalnego w taki sposób, że nie ma ona ekstremum (minimum bądź maksimum) w położeniu równowagi.
Polaryzowalność jest wielkością tensorową, jej obrazem jest elipsoida polaryzowalności. Ze względu na kształt elipsoidy polaryzowalności wyróżnia się:
- cząsteczki izotropowe – oddziaływanie pola elektrycznego wywołuje skutki jednakowe we wszystkich kierunkach, tensor ma tylko jednakowe składowe na przekątnej,
- cząsteczki anizotropowe – oddziaływanie pola elektrycznego wywołuje skutki zależne od kierunku, polaryzowalność jest tensorem i może być zobrazowana elipsoidą, molekuły takie mają średnią polaryzowalność.

Znaczne wzmocnienie intensywności widma Ramana zachodzi w przypadku adsorpcji badanej substancji na powierzchni niektórych metali (srebro, złoto, platyna) lub na odpowiednich zolach metalicznych. Wywodzi się z tego metoda spektroskopowa powierzchniowo wzmocniona spektroskopia Ramana (SERS).
Inną techniką pozwalającą na uzyskanie wzmocnienia intensywności sygnałów jest rezonansowa spektroskopia Ramana (RRS), w której promieniowanie wzbudzające spełnia warunki rezonansu dla wzbudzenia elektronowego.

## Spektrometry ramanowskie
Ze względu na to, że częstotliwość linii widma ramanowskiego jest bliska częstotliwości promieniowania wzbudzającego, promieniowanie wzbudzające musi być monochromatyczne, aby można było zaobserwować nawet nieznaczne przesunięcia w widmie.
Do wzbudzania stosuje się bardzo silne źródła promieniowania. Obecnie stosuje się lasery, ponieważ w interakcje z cząsteczką wchodzi tylko jeden foton na około 10 milionów. Stosuje się lasery o działaniu ciągłym, gazowe lub barwnikowe, jonowy laser argonowy.
Intensywność rozproszenia jest proporcjonalna do czwartej potęgi częstotliwości promieniowania, dlatego często stosuje się ultrafiolet (UV Raman). Lasery o niższej częstotliwości pozwalają natomiast uniknąć fluorescencji zakłócającej pomiar widma Ramana. Ze względu na niewielką intensywność promieniowania rozproszonego, do detekcji potrzebne są bardzo czułe układy.
W spektroskopii Ramana powstaje widmo rozproszeniowe, dlatego też obserwacje prowadzi się pod kątem, 0, 90, 180°. Kuwety, w których umieszcza się badaną substancję, budowane są ze szkła lub kwarcu.

## Metodyka spektroskopii Ramana
Jako wzorce stosuje się tetrachlorometan i cykloheksan.
W widmie Ramana intensywność promieniowania (I) wychodzącego z próbki jest liniową funkcją stężenia molowego i grubości warstwy, podczas gdy w widmie podczerwieni zależność ta jest wykładnicza.
W celu otrzymania dobrego widma Ramana badana substancja powinna być optycznie jednorodna, niemętna, bezbarwna, niefluoryzująca. Ilości substancji potrzebne do badań są rzędu jednego miligrama.

## Nieliniowe spektroskopie Ramana
Zjawisko Ramana może zachodzić także w sposób nieliniowy (z udziałem więcej niż dwóch fotonów). Wykorzystuje się to w nieliniowych spektroskopiach Ramana, wśród których wyróżnia się, między innymi:
- Hyper Raman
- CARS – Coherent Anti-Stokes Raman Spectroscopy